# Bisagno
Der Bisagno (in der Antike Fertor genannt) ist ein Torrentfluss in der norditalienischen Region Ligurien. Er ist, zusammen mit dem Polcevera, einer der Hauptwasserläufe der Hafenstadt Genua. Im gleichnamigen Tal liegen neben zwölf Stadtvierteln von Genua auch die Gemeinden Bargagli und Davagna. Zu den Zuflüssen zählen die Sturzbäche Lentro und Canate, sowie die kleineren Wasserläufe Rio Geirato, Rio Molassana und Rio Fereggiano. Im Stadtgebiet Genuas ist der Fluss aus Platzgründen mit Parkplätzen, Straßen und Freizeiteinrichtungen stark überbaut worden, so z. B. am Fußballstadion. Ab dem Bahnhof Genova Brignole wurde der Bisagno komplett mit einem Straßenzug überbaut. Der Fluss mündet unter dem Messegelände am Piazzale John Fitzgerald Kennedy in den Golf von Genua.

## Geschichte

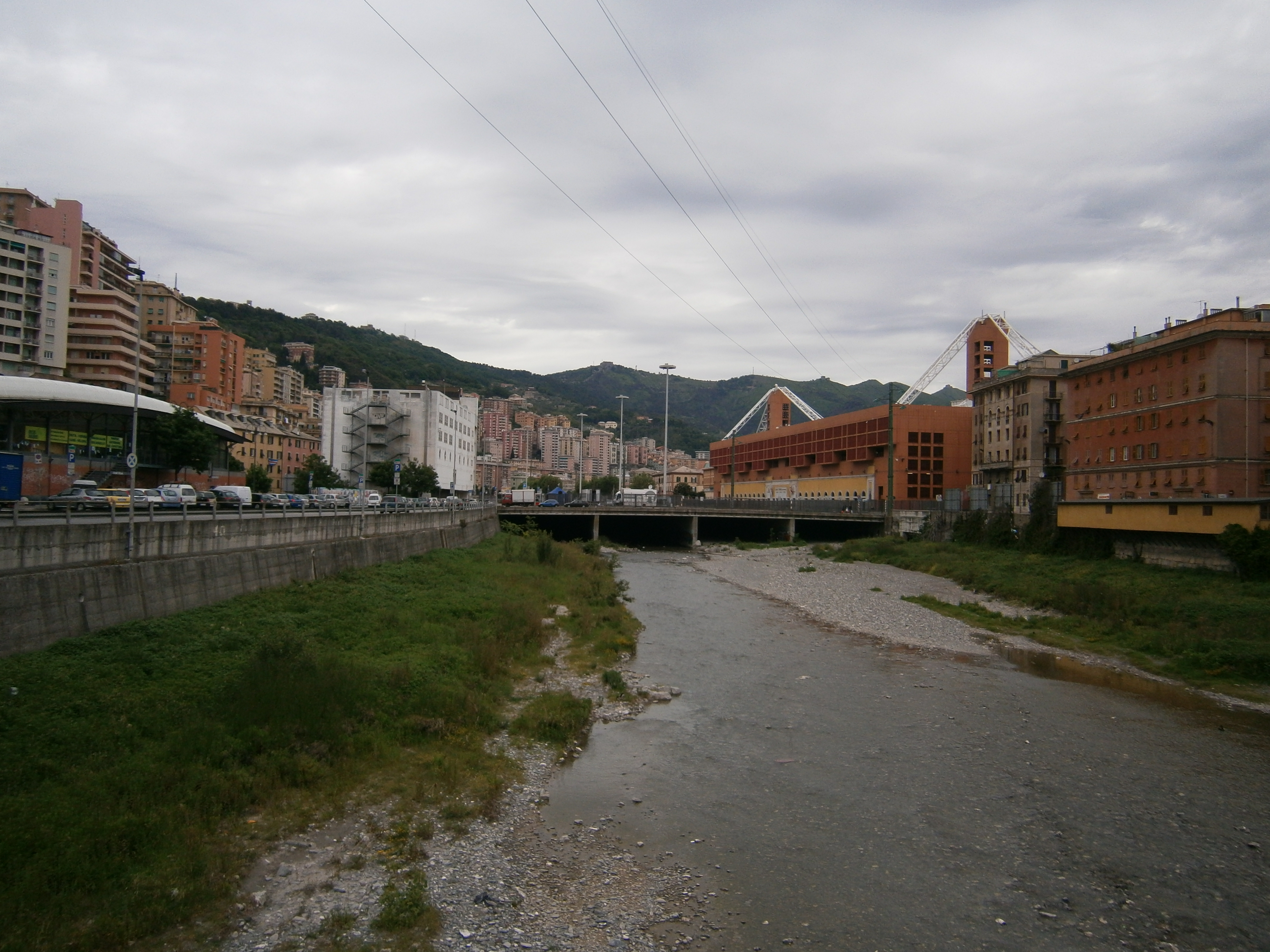
Der Bisagno mit dem Fußballstadion

Die Länge des Bisagno beträgt ungefähr 30 Kilometer. In der vorrömischen Antike war das Flussbett circa vier Mal breiter und tiefer als zum heutigen Zeitpunkt. Etwa fünf Kilometer von der Küste entfernt, entwickelte sich im Inland an den Ufern des Bisagno (damals Fertor genannt) die Siedlung Σταλία (Stalia, heute Staglieno) mit einem eigenen Hafen. Aus ihr sollte sich später Genua entwickeln.
Als Torrentfluss ist der Bisagno im Sommer und Winter oft ausgetrocknet. In den niederschlagsreicheren Jahreszeiten kommt es allerdings immer wieder zu hohen Wasserständen und gelegentlich zu Überschwemmungen wie am 7. Oktober 1970 und am 4. November 2011. Bei der letzten Überschwemmung 2011 trat der Bisagno um circa 12:40 Uhr in der Zone zwischen der Piazzale Adriatico und dem Borgo Incrociati über die Ufer und überflutete weite Teile des Stadtzentrums von Genua und des Bahnhofs Brignole. Die größten Schäden und die sechs Todesopfer wurden jedoch durch den Zufluss Rio Fereggiano verursacht.

## Flora und Fauna
Die Ufer des Flusses sind dicht mit, für die mediterrane Macchie typischen Dornbüschen, Sträuchern und Bäumen bewachsen. Zudem haben in diesem relativ isolierten Bereich Fasane, Graureiher, verschiedene Möwen-, Raben- und Krähenarten, sowie Stockenten und andere Entenvögel einen Lebensraum gefunden, Wildschweinrotten erreichen entlang des Flussbetts Genua.